# أمر سوفييت بتروغراد رقم 1

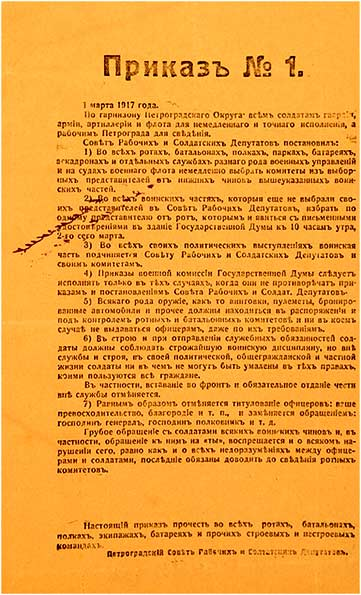
الأمر رقم 1

صدر الأمر رقم 1 (بالروسية: Prikaz nomer odin) في 1 مارس 1917 (14 مارس بالتقويم الجديد) وكان أول مرسوم رسمي صادر عن سوفييت بتروغراد لنواب العمال والجنود. صدر الأمر بعد ثورة فبراير ردا على الإجراءات التي اتخذتها في اليوم السابق اللجنة المؤقتة لمجلس الدوما، برئاسة ميخائيل رودزيانكو. في 28 فبراير، قامت اللجنة المؤقتة، التي عملت كحكومة في أعقاب تفكك السلطة القيصرية في بتروغراد وخوفا من أن الجنود الذين ذهبوا إلى الثورة في 26-27 فبراير (بالتقويم القديم) بدون ضباطهم (الذين فروا بشكل عام)، يشكلون حشدًا لا يمكن السيطرة عليه ويمكن أن يهدد مجلس الدوما، وأصدرت أمرًا من خلال اللجنة العسكرية للدوما يدعو الجنود إلى العودة إلى ثكناتهم وطاعة ضباطهم. كان الجنود متشككين في هذا الأمر لسبب واحد، كانوا يرون أن رودزيانكو قريب جدًا من القيصر (كان رئيس الدوما الرابع، والذي كان يُنظر إليه على أنه داعم تمامًا للقيصر). ربما كان بعض الجنود يخشون أنه أثناء إعادتهم إلى ثكناتهم، كان يحاول قمع الثورة، على الرغم من أن معظمهم كانوا قلقين من أنه عند إعادتهم إلى الثكنات، سيتم وضعهم تحت قيادة قادتهم القدامى الذين قادتهم القسوة إلى التمرد يوم 26 وبالتالي فإن شكاويهم لن يتم التعامل معها. رداً على ذلك، أصدر سوفييت بتروغراد الأمر رقم 1. 
وجه الأمر الجنود والبحارة بإطاعة ضباطهم والحكومة المؤقتة فقط إذا كانت أوامرهم لا تتعارض مع قرارات سوفيات بتروغراد. كما دعا الوحدات لانتخاب ممثلين عن الاتحاد السوفيتي ولكل وحدة انتخاب لجنة ستدير الوحدة. كان من المقرر تسليم جميع الأسلحة إلى هذه اللجان "ولن يتم تسليمها بأي حال من الأحوال للضباط، ولا حتى بإصرارهم". كما سمح الأمر للجنود بالاستغناء عن موقف الانتباه والتحية في خارج الخدمة، على الرغم من الحفاظ على الانضباط العسكري الصارم أثناء الخدمة. لم يعد يُخاطب الضباط على أنهم "صاحب السعادة" بل "سيدي". كان يجب مخاطبة الجنود من جميع الرتب رسميًا (باستخدام "vy" بدلاً من "ty"). 
هناك اعتقاد شائع بأن الأمر رقم 1 سمح بشكل سيئ بانتخاب الضباط،  وبالتالي يقوض الانضباط العسكري تمامًا. ومع ذلك، فإن الأمر في الواقع لا ينص على انتخاب الضباط. الانتخابات التي تحدث عنها النظام نفسه هي لممثلي سوفيات بتروغراد. يُفسَّر التناقض بحقيقة أن إعلانًا صدر عن حزب العمال الديمقراطي الاشتراكي الروسي - بالأساس الشيوعيون، منقسمون بين المناشفة والبلاشفة - ولجنة بتروغراد للاشتراكيين الثوريين في نفس الوقت تقريبًا يدعو على "الرفاق الجنود" "لانتخاب قادة الفصيلة والسرايا والفوج". تضمن جزء من النقاش الذي أدى إلى الأمر رقم 1 الحديث عن "فرز" الضباط غير الودودين (الموالين للقيصر أو المناهضين للثورة) واستبعادهم من الوحدات. ربما تم اعتبار هذا بمثابة دعوة لانتخاب أعضاء المكتب. ومع ذلك، في حين تم إدراج الضباط غير المتعاطفين أو غير الجديرين بالثقة أو غير المرغوب فيهم على القائمة السوداء وإجبارهم على الخروج من وحداتهم، إلا أن الانتخاب الفعلي للضباط لم يتم. 

## تأثير الأمر
كان الأمر مثيرًا للجدل إلى حد كبير. ربما أطلق عليها ليون تروتسكي "الوثيقة الوحيدة الجديرة لثورة فبراير"،  لكن آخرين رأوا الإجراء على أنه محاولة لمنع استمرار المجهود الحربي الروسي من خلال شل سيطرة الحكومة على الجيش، أو حتى كجزء من مؤامرة من قبل البلاشفة لتقويض الحكومة المؤقتة. جادل العديد من العلماء بأنها نجحت بالمعنى السابق. وهكذا، كتب مايكل فلورنسكي أنه "أصاب قلب انضباط الجيش وساهم بقوة في انهيار القوات المسلحة".  فيما يتعلق بالنظرية الأخيرة لمؤامرة بلشفية، قدم جورج كاتكوف هذه النظرية. 
ومع ذلك، فإن هدف أولئك الذين أصدروا الأمر هو إعادة الانضباط إلى الجيش ومعالجة مشكلة كيفية التعامل مع الضباط الذين قيل إنهم عادوا إلى وحداتهم بعد ثورة فبراير ومع ذلك استمروا في السيطرة عليها و يسيئون استخدام قواتهم (كما اشتكى العديد من الجنود أمام سوفيات بتروغراد أثناء الجدل حول الأمر). لم يكن من المفترض أن تنطبق على الجيوش في المقدمة (كما توضح الفقرة السادسة من الأمر، كان من المفترض أن تنطبق فقط عندما يكون الجنود خارج الخدمة)،  وبالتالي ليس من الواضح إلى أي مدى أدى الأمر رقم 1 وحده إلى انهيار الجيش الروسي. من ناحية أخرى، كان تأثيره الفوري واضحًا جدًا. بعد ما لا يزيد عن 48 ساعة من إعلانه، حاولت اللجنة التنفيذية إصدار "الأمر رقم 2" في محاولة فاشلة "لإلغاء الأمر الأول، وقصر تطبيقه على منطقة بتروغراد العسكرية".  تابع ليون تروتسكي، لقد كان الأمر "عبثًا". "الأمر رقم واحد كان غير قابل للتدمير".

## روابط خارجية
- نص الأمر رقم 1